# Muharrem İnce
Muharrem İnce (ur. 4 maja 1964 w Elmalıku w prowincji Yalova) – turecki polityk i nauczyciel, poseł do Wielkiego Zgromadzenia Narodowego Turcji, kandydat w wyborach prezydenckich.

## Życiorys
Ukończył szkołę średnią w Yalovie, a następnie studia w katedrze nauczania fizyki i chemii na wydziale pedagogicznym w Balıkesirze wchodzącym wówcas w skład Uludağ Üniversitesi. Pracował jako nauczyciel fizyki i dyrektor różnych placówek oświatowych. Pełnił funkcję rzecznika prasowego klubu sportowego Yalovaspor, dołączył też do stowarzyszenia Atatürkçü Düşünce Derneği, promującego idee kemalizmu.
Zaangażował się w działalność polityczną w ramach Republikańskiej Partii Ludowej (CHP), w 1999 został przewodniczącym jej struktur w prowincji Yalova. W wyborach w 2002 po raz pierwszy uzyskał mandat deputowanego do Wielkiego Zgromadzenia Narodowego Turcji. Z powodzeniem ubiegał się o poselską reelekcję w 2007, 2011, czerwcu 2015 i listopadzie 2015, zasiadając w tureckim parlamencie do 2018. Pełnił funkcję wiceprzewodniczącego frakcji deputowanych CHP; dwukrotnie bez powodzenia ubiegał się o przywództwo w partii, przegrywając każdorazowo z Kemalem Kılıçdaroğlu.
W czerwcu 2018 kandydował w wyborach prezydenckich, które zakończyły się zwycięstwem Recepa Tayyipa Erdoğana w pierwszej turze. Muharrem İnce zajął 2. miejsce wśród 6 kandydatów, otrzymując 15,3 miliona głosów (30,6%). W 2020 zainicjował własny ruch polityczny, w 2021 zrezygnował z członkostwa w CHP. W tymże roku założył i stanął na czele nowego ugrupowania pod nazwą Memleket Partisi. W 2023 również został kandydatem w rozpisanych na maj wyborach prezydenckich. Wycofał się na kilka dni przed głosowaniem zaplanowanym na 14 maja 2023; stąd jego nazwisko pozostało na kartach wyborczych (oddano na niego około 0,4% głosów).

## Życie prywatne
Jest żonaty i ma jednego syna.